# Wohnhaus Wildeshäuser Straße 1
Das Wohnhaus Wildeshäuser Straße 1, Ecke Vechtaer Straße in Twistringen, stammt aus dem 19. Jahrhundert.
Das Gebäude steht unter Denkmalschutz (Siehe auch Liste der Baudenkmale in Twistringen).

## Beschreibung
Das zweigeschossige verklinkerte giebelständige historisierende Gebäude mit Satteldach, seitlichem mittigen kleinen Flügel, mittlerem breiten Gurtgesimsband, Dachgesims im Schweizerstil, segmenbögigen Fenstern und Türen, Vierpass-Rosetten und auffälligen Verzierungen wurde im späten 19. Jahrhundert gebaut. Prägend – so die Landesdenkmalpflege – wirkt es durch seine Stellung in einer Straßengabel.